# UET United Electronic Technology
Die UET United Electronic Technology AG (vormals CFC Industriebeteiligungen AG) ist eine börsennotierte Holding mit Sitz in Eschborn, die als Technologieholding für mittelständische Industrie-Unternehmen agiert. Sie entstand aus einem im Jahr 2003 gegründeten Beratungsunternehmen. Der Börsengang erfolgte im Jahr 2006. Die Aktie ist im Basic Board gelistet. Anfang 2010 wurde die Gesellschaft von einer GmbH & Co. KGaA in eine Aktiengesellschaft umgewandelt. Im Jahr 2012 wurde sie in UET United Electronic Technology AG umbenannt, der Firmenschwerpunkt von Beteiligungsmanagement auf Industrieholding geändert und der Sitz der Gesellschaft von Dortmund nach Eschborn verlegt.

## Geschäftsfelder

### Systems
Die UET-Gruppe operiert in ihrem Kerngeschäftsfeld Systems mit der Marke albis-elcon, unter der für die Betreiber von Telekommunikationsnetzen Produkt- und Lösungsangebote für Kupfer- und Glasfaser-Breitbandzugang, Fernspeisesysteme, Netzmanagement sowie Internet-basiertes Fernsehen (IPTV/OTT) entwickelt und gefertigt werden. Der Hauptsitz ist Hartmannsdorf bei Chemnitz. Beschäftigt werden über 320 Fachleute in Deutschland, der Schweiz, Österreich, dem Vereinigten Königreich, Italien, Frankreich, Brasilien und Mexiko.
Der Bereich entstand aus der Zusammenführung der Aktivitäten der in Deutschland ansässigen ELCON Systemtechnik und der Schweizer Firma ALBIS Technologies. Die Wurzeln von albis-elcon reichen bis in die Mitte des 20. Jahrhunderts zurück, als ALBIS ein Teil von Siemens Schweiz war und die Vorgängerfirma von ELCON zum DDR-Kombinat Robotron gehörte. 1990 wurde die ELCON Systemtechnik GmbH privatisiert. Am 1. Juli 1993 folgte die Übernahme des ehemaligen VEB Goldpfeil-Werkes im sächsischen Hartmannsdorf. Ab diesem Zeitpunkt wurden in der Niederlassung elektronische Baugruppen und Geräte für Telekommunikation und Automobilindustrie entwickelt und produziert. Seit 2007 gehört es zur UET-Firmengruppe. Im Jahr 2015 wurde ALBIS nach der Ausgliederung aus Siemens im Jahr 2008 in die UET aufgenommen.
Die Systeme von albis-elcon gewährleisten den Betrieb von Netzen und Diensten in über 40 Ländern. Mehr als 50 internationale Betreiber von Telekommunikationsnetzen, wie etwa Deutsche Telekom, Orange, Telecom Italia, Telefónica und Telekom Austria, haben bis heute über 13 Mio. Netzgeräte der Marke eingesetzt.

#### Produktübersicht
- Fernspeisesysteme für xDSL und Mobilfunknetze (3G und 4G) für bis zu 1.000 Watt Leistung
- Netzabschluss- und Zugangskomponenten für Glasfaser- und Kupfer-(SDSL/VDSL)-Infrastruktur mit bis zu 10 Gbit/s Datendurchsatz
- Migrationssysteme für Sprach-(Voice over IP für ISDN) und Datendienste (All-IP-Migration)
- Systeme für Netzoptimierung in den Bereichen Energieverteilung, Energieverbrauch, Erweiterung der Reichweite und Netzmigration
- Systeme für Maschine-zu-Maschine-Kommunikation in den Bereichen Telekommunikation, für Energieversorger und private Haushalte (Internet der Dinge/IoT)
- Set-top Boxen und schlüsselfertige Lösungen für Inhalts- und Dienstanbieter (IPTV/OTT)
- Netzmanagement-Software und -Lösungen

### Engineering
Die UET-Gruppe operiert im Geschäftsfeld Engineering unter der Marke albis Engineering, mit der sie in der Vernetzung von technischen Systemen tätig ist und Engineering-Lösungen für elektronische Geräte, technische Software und verteilte Systeme realisiert. Gegründet wurde albis Engineering 2017. Der Bereich Entwicklungsdienstleistungen beschäftigt durchschnittlich 14 Mitarbeiter mit Sitz in Zürich.

#### Produktübersicht
Der Schwerpunkt der Aktivitäten liegt in folgenden Anwendungsbereichen:
- Software Engineering
- Hardware Engineering
- Security Engineering
- Hochfrequenz Engineering

### Service
Das Geschäftsfeld Service, vertreten von der 2010 gegründeten Suconi service GmbH, bietet für Netzbetreiber, Dienstanbieter, Systemhäuser und Hersteller Consulting- und Support-Dienstleistungen bei Planung, Installation, Rollout, Verwaltung oder Entstörungsdiensten. Das Geschäftsfeld arbeitet mit Kunden in Zentraleuropa, vorwiegend in Deutschland. Suconi hat seinen Standort in Kornwestheim, an dem etwa 20 Mitarbeiter beschäftigt sind.

#### Übersicht der Dienstleistungen
- Support und Beratung für Netze und Infrastruktur der Netzbetreiber, Unternehmen und Haushalte, einschließlich Laboruntersuchungen und Schulungen
- Service und Support, Netzwerk-Monitoring, Installationen, Entstörung, IT-Hardware-Service und -Reparatur
- Standortdienste für Infrastruktur: Aufbau, Ausbau, Umbau von Standorten; Dienste für unterbrechungsfreie Stromversorgung (USV) und Batterien; Verkabelung von Kupfer- und Glasfaser